# Jolly (Texas)
Pour les articles homonymes, voir Jolly.
Jolly est une petite ville située à l'ouest du comté de Clay, au Texas, aux États-Unis,. La ville est fondée en 1890.

## Démographie
Lors du recensement de 2010, la ville comptait une population de 172 habitants. Elle est estimée, le 1er juillet 2019, à 179 habitants.

### Source de la traduction
- (en) Cet article est partiellement ou en totalité issu de l’article de Wikipédia en anglais intitulé « Jolly, Texas » (voir la liste des auteurs).